# 질리언 리처드슨
질리언 리처드슨(Jillian Richardson, 1965년 3월 10일 ~ )은 트리니다드 토바고 출신의 캐나다의 육상 선수로 주로 400m에 나갔다. 1988년 그녀는 머리타 페인의 400m 캐나다 기록 49.91초를 동등히 하였으며, 2014년으로 봐서 그 기록은 아직도 보유되고 있다.
리처드슨은 1982년 코먼웰스 게임에서 1600m 릴레이 팀의 일원으로서 금메달을 획득하였다. 4년 후에 열린 대회에서 릴레이 2연승은 물론, 400m 경주에서 은메달을 땄다. 그녀는 1983년 팬아메리칸 게임에서 은메달을 딴 1600m 릴레이 팀의 일원이었다. 4년 후에 2연속 1600m 릴레이 은메달은 물론, 400m 경주에서도 은메달을 획득하였다.
그녀는 3개의 하계 올림픽에서 캐나다를 대표하여 나갔다. 1984년 로스앤젤레스 올림픽에서 리처드슨은 샤메인 크룩스, 몰리 킬랭벡과 머리타 페인과 함께 1600m 릴레이 은메달을 획득하였다. 1988년 서울 올림픽에서는 400m를 49.91초로 달려 준결승전에서 탈락되었다. 캐나다 팀은 킬링벡이 부상을 당한 이유로 1600m 릴레이를 완료하는 데 실패하였다. 1992년 바르셀로나 올림픽에서는 400m 결승전에서 49.93초와 5위를 하고, 1600m 릴레이 결승전에서 4위에 그쳤다.